# Allotoca diazi
Allotoca diazi és una espècie de peix de la família dels goodèids i de l'ordre dels ciprinodontiformes.

## Morfologia
- Els mascles poden assolir 10 cm de longitud total[4] i les femelles 12.[5]

## Reproducció
És vivípar, la gestació dura al voltant de 55 dies i té entre 10 i 50 cries.

## Hàbitat
És un peix de clima tropical (22 °C-27 °C) i demersal, el qual viu generalment tant en aigües netes com fangoses, sobre fons sorrencs, rocallosos o fangosos i amb vegetació abundant.

## Distribució geogràfica
És un endemisme de la conca del riu Lerma (Mèxic).

## Observacions
És inofensiu per als humans.